# Marie-Luise Könneker
Marie-Luise Könneker (* 20. Mai 1945 in Remlingen) ist eine deutsche Autorin.

## Leben
Nach der Volksschule in Remlingen und dem Neusprachlichen Gymnasium in Wolfenbüttel, wo sie 1965 das Abitur machte, studierte sie Deutsche Literaturwissenschaft, Psychologie und Linguistik an der Universität Bonn und an der TU Berlin bei Walter Höllerer, Volker Klotz und Norbert Miller. Sie promovierte 1975 in Berlin mit einer Arbeit zum Struwwelpeter von Heinrich Hoffmann zum Dr. phil.
Marie-Luise Könneker lebte von 1973 bis 1984 mit dem Maler und Grafiker Gernot Bubenik in Berlin und hat mit ihm zwei Kinder: eine Tochter, Kea Könneker (* 1977), und einen Sohn, Till Könneker (* 1980).
Seit 1984 lebt sie in Bern. Sie hielt Lesungen u. a. an den Solothurner Literaturtagen und beschäftigt sich mit Marionetten und Objets trouvés.
Könneker schrieb außerdem drei Jahre Kolumnen für den Berner Stadtanzeiger und arbeitet als zeitweise angestellte Lektorin für ihre Lebenspartnerin, die Autorin und Psychotherapeutin Esther Fischer-Homberger in Bern. 1998 wurde Könneker mit einem Literaturpreis der Stadt Bern ausgezeichnet für ihren Roman „Noras Haus“.
2014 wurde Könneker mit dem Literaturpreis des Kantons Bern für herausragende literarische Arbeiten ausgezeichnet für ihr Buch „Asseblick“.
Seit 2001 lebt und arbeitet sie während eines großen Teils des Jahres in einer ehemaligen Wassermühle in der Auvergne, Frankreich, wo sie auch einen Schreibort anbietet.

## Werke
- einfach schön und gut. Leben an den Rändern der Konsumgesellschaft. Verlag die Brotsuppe, Biel/Bienne 2022, ISBN 978-3-03867-066-7.
- Kinderschaukel. Ein Lesebuch zur Geschichte der Kindheit in Deutschland. (Band 1: 1745 – 1860, Band 2: 1860 – 1930), Luchterhand, Darmstadt und Neuwied, 1976, Band 1 ISBN 3-472-61210-X, Band 2 ISBN 978-3-472-61217-9.
- Dr. Heinrich Hoffmanns Struwwelpeter. (Untersuchungen zum Entstehungs- und Funktionszusammenhang eines bürgerlichen Bilderbuchs), Metzler, Stuttgart, 1977, ISBN 978-3-476-00340-9.
- Mädchenjahre. Ihre Geschichte in Bildern und Texten. Luchterhand, Darmstadt und Neuwied, 1978, ISBN 978-3-472-86469-1.
- Taufsteine. Gedichte, Luchterhand, Darmstadt und Neuwied, 1981, ISBN 978-3-472-86539-1.
- Haarproben. (Bilder und Texte, herangezogen von Marie-Luise Könneker), Luchterhand, Darmstadt und Neuwied, 1983, ISBN 978-3-472-68502-9.
- Götterspeisen Teufelsküchen. Texte und Bilder vom Essen und Verdauen, vom Fressen und Fasten, Schlecken und Schlemmen, von Fett und Fleisch, Brot und Tod.” (mit Esther Fischer-Homberger), Luchterhand Literaturverlag, Frankfurt am Main, 1990, ISBN 978-3-630-86732-8.
- Noras Haus (Roman), eFeF Verlag, Bern, 1998, ISBN 978-3-905561-19-7.
- Asseblick, Verlag die Brotsuppe, Biel, 2013, ISBN 978-3-905689-50-1.